# Andrew David Thackeray
Andrew David Thackeray (* 19. Juni 1910 in Chelsea, London; † 21. Februar 1978) war ein britischer Astronom.
Thackerays Vater war der Gelehrte Henry St. John Thackeray (1869–1930). Er ging am Eton College zur Schule und studierte Mathematik am King’s College (Cambridge). Er arbeitete von 1934 bis 1936 am Mount-Wilson-Observatorium und promovierte 1937 in Cambridge. Von 1937 bis 1948 war er stellvertretender Direktor des Sonnenphysik-Observatoriums in Cambridge. Von 1951 war er Direktor des Radcliffe Observatory in Südafrika, bis er 1974 in den Ruhestand trat. Er war Honorarprofessor in der University of Cape Town und wurde kurz vor seinem Tod Mitglied der Royal Astronomical Society.
Thackeray starb am 21. Februar 1978 durch einen Verkehrsunfall.